# Lagisca drachi
Lagisca drachi är en ringmaskart som beskrevs av Daniel Reyss 1961. Lagisca drachi ingår i släktet Lagisca och familjen Polynoidae. Inga underarter finns listade i Catalogue of Life.